# This One's for You (Luke Combs album)
This One's for You is het eerste studioalbum van de Amerikaanse countryzanger Luke Combs. Het album bevat de hitsingles "Hurricane", "When It Rains It Pours" en "One Number Away". Op 1 juni 2018 werd het album opnieuw uitgebracht onder de titel This One's for You Too. Op deze versie zijn 5 bonustracks toegevoegd aan het originele album. Twee van deze bonusnummers werden als single uitgebracht. "She Got the Best of Me" en "Beautiful Crazy".

## Tracklist
1. "Out There" - 3:23
2. "Memories Are Made Of" - 3:36
3. "Lonely One" - 3:26
4. "Beer Can" - 3:30
5. "Hurricane" - 3:43
6. "One Number Away" - 3:42
7. "Don't Tempt Me" - 3:31
8. "When It Rains It Pours" - 4:02
9. "This One's for You" - 3:51
10. "Be Careful What You Wish For" - 2:55
11. "I Got Away with You" - 3:50
12. "Honky Tonk Highway" - 3:30
13. "Houston, We Got a Problem" - 3:12 (This One's for You Too bonustrack)
14. "Must've Never Met You" - 3:19 (This One's for You Too bonustrack)
15. "Beautiful Crazy" - 3:13 (This One's for You Too bonustrack)
16. "A Long Way" - 3:37 (This One's for You Too bonustrack)
17. "She Got the Best of Me" - 3:03 (This One's for You Too bonustrack)

## Hitlijsten en verkoop
| Land                      | Toppositie | Certificatie | Verkoop                     |
| ------------------------- | ---------- | ------------ | --------------------------- |
| Australië (ARIA)          | 7          | 3x Platina   | 210.000+                    |
| Canada (Music Canada)     | 10         | 6x Platina   | 480.000+ (mei 2024)         |
| Ierland (IMRA)            | 83         | -            | -                           |
| Nieuw-Zeeland (RNMZ)      | 22         | Platina      | 15.000+                     |
| Verenigd Koninkrijk (BPI) | -          | Goud         | 100.000+ (augustus 2022)    |
| Verenigde Staten (RIAA)   | 4          | 6x Platina   | 6.000.000+ (september 2023) |